# Camptostoma obsoletum
A Camptostoma obsoletum a madarak (Aves) osztályának verébalakúak (Passeriformes) rendjébe és a királygébicsfélék (Tyrannidae) családjába tartozó faj.

## Rendszerezése
A fajt Coenraad Jacob Temminck holland zoológus írta le 1824-ben, a Muscicapa nembe Muscicapa obsoleta néven.

## Alfajai
- Camptostoma obsoletum bogotense Zimmer, 1941
- Camptostoma obsoletum bolivianum Zimmer, 1941
- Camptostoma obsoletum caucae Chapman, 1914
- Camptostoma obsoletum cinerascens (Wied-Neuwied, 1831)
- Camptostoma obsoletum flaviventre P. L. Sclater & Salvin, 1865
- Camptostoma obsoletum griseum Carriker, 1933
- Camptostoma obsoletum majus Griscom, 1932
- Camptostoma obsoletum maranonicum Carriker, 1933
- Camptostoma obsoletum napaeum (Ridgway, 1888)
- Camptostoma obsoletum obsoletum (Temminck, 1824)
- Camptostoma obsoletum olivaceum (Berlepsch, 1889)
- Camptostoma obsoletum orphnum Wetmore, 1957
- Camptostoma obsoletum pusillum (Cabanis & Heine, 1859)
- Camptostoma obsoletum sclateri (Berlepsch & Taczanowski, 1884)
- Camptostoma obsoletum venezuelae Zimmer, 1941[2]

## Előfordulása
Costa Rica, Panama, Trinidad és Tobago, Argentína, Bolívia, Brazília, Ecuador, Kolumbia, Francia Guyana, Guyana, Paraguay, Peru, Suriname, Uruguay és Venezuela területén honos. 
Természetes élőhelyei a szubtrópusi és trópusi síkvidéki esőerdők, mocsári erdők, száraz erdők és forró sivatagok, valamint száraz és nedves bokrosok. Vonuló faj.

## Megjelenése
Testhossza 11 centiméter, testsúlya 7-9 gramm.
|  |

## Életmódja
Rovarokkal és pókokkal táplálkozik, de fogyaszt kisebb gyümölcsöket is.